# Івакша (лісове селище)
Івакша (рос. Ивакша) — лісове селище в Няндомському районі Архангельської області Російської Федерації.
Населення становить 636 осіб. Входить до складу муніципального утворення Няндомський муніципальний округ.

## Історія
До 2022 року входило до складу муніципального утворення Шалакуське поселення.

## Населення
| 2002 | 2010 | 2012 |
| ---- | ---- | ---- |
| 736  | ↘528 | ↗636 |